# Річки Сирії
Річки Сирії — сукупність природних водотоків (річок) на території Сирії.

## Впадають у Середземне море
- Оронт (Ель-Асі)

- Афрін
- Карасу (Хатай) чи Асвадо

- Нахр Ель-Кабір Ель-Шамані або Північна Велика річка
- Нахр Ель-Кабір Ель-Дженубі або Південна Велика річка

## Впадають у Перську затоку
- Тигр (на кордоні між Сирією та Іраком)
- Євфрат (675 км)

- Хабур (460 км)
  - Ваді Радд
  - Ваді Хендзея
  - Ваді Джарра
  - Ваді Джакалджек
  - Ваді Ханзір
  - Ваді Аведжі

- Белик (105 км)
  - Ваді Ель-Хедер
  - Ваді Ель-Керемог

- Саюр

## Безстічні

### Басейн Алеппо
- Куейке

### Оазис Ґута
- Барада

### Басейн озера Ель-Хіджанех
Авадж

### Мертве море
- Йордан

- Ярмук (на кордоні між Сирією і Йорданом)
- Баніас